# Юрчишини (телесеріал)
«Юрчишини» — український телесеріал. Телесеріал створено компанією «Роги і копита» на замовлення телеканалу ICTV. Режисером виступив Олександр Березань, а головним сценаристом виступив креативний продюсер каналу ICTV Олексій Васильєв.
Показ першого сезону що складався з 18 серій тривав з 9 по 25 квітня 2019 року на ICTV. Для телеканалу телесеріал «Юрчишини» став першим україномовним телесеріалом.

## Синопсис
Один з головних героїв серіалу Юрчишин Ігор — патрульний поліцейський, який живе разом зі своєю сестрою і племінником. Його життя круто міняється, коли додому з тюрми повертається батько — Микола Миколайович на прізвисько Нік-Нік. Він із жахом дізнався про те, чим займається його спадкоємець: син-поліцейський для такого досвідченого злочинця, як Нік-Нік — це абсолютно «не по поняттях». Та син був не єдиним розчаруванням для Нік-Ніка, коли він повернувся на волю: батько сімейства Юрчишини провів найкращі роки свого життя у в'язниці заради рідної банди, і яку винагороду він отримав? Ніхто навіть не згадав про те, що зробив старий Нік-Нік заради «братви»! Глава кримінального співтовариства Брюс Лі просто кинув «брата», який повернувся на свободу. Тепер Нік-Нік сам за себе… Чоловік знаходить роботу на одній із місцевих автостоянок. Ось так і склалося життя для Миколи Миколайовича Юрчишина — спочатку зв'язався із братвою, а тепер живе із сином-поліцейським і працює сторожем.
Ще одна центральна героїня комедії Юрчишин — дочка Нік-Ніка Олена, яка ніяк не може знайти своє місце в житті. У Олени в житті немає нічого постійного, окрім сина Тараса. Жінка самотня, у неї немає постійної роботи і чітких планів на майбутнє. Як і будь-яка нормальна людина, Олена хоче великої і чистої любові. Але поки що у неї чомусь не дуже виходить. Вона час від часу призводить додому чергового кандидата в «принци», але жоден із них не затримується надовго. До того ж, «женихи» Олени виводять з себе і Ігоря, і Нік-Ніка. Ще один головний біль Олени — це її син Тарас, наймолодший герой серіалу Юрчишини. Тарас, як і всякий хлопчисько, постійно підкидає своїй матері нові проблеми і клопоти. Хлопчик сильно рівняється на діда, який так раптово з'явився у житті сім'ї. Тарас вважає Нік-Ніка неймовірно крутим. Що хорошого може вирости з хлопчаки, який орієнтується на колишнього кримінальника?
Героям ситкому Юрчишини доводиться докладати титанічних зусиль, щоб уживатися під одним дахом. Нік-Нік не може забути своє кримінальне минуле і злиться на сина-зрадника; Олена більше зайнята своїм особистим життям, ніж усім іншим; а Тарас завжди знаходить, якими неприємностями зайняти всю сім'ю! Нік-Ніку раз у раз доводиться вирішувати проблеми онука, що робить дідуся справжнім героєм в очах хлопчака.

## Акторський склад
| Актор              | Роль                                             |
| ------------------ | ------------------------------------------------ |
| Георгій Делієв     | Нік (колишній зек)                               |
| Володимир Канівець | Ігор (син Ніка, поліцейський)                    |
| Валентина Вовченко | Олена (дочка Ніка, мати-одиначка)                |
| Святослав Жмурко   | Тарик (син Олени)                                |
| Олександр Мельник  | Брюс                                             |
| Катерина Варченко  | Іра (напарник Ігоря)                             |
| Євгенія М’якенька  | Яна (подруга Олени)                              |
| Володимир Ращук    | Макс (співробітник Ігоря)                        |
| Анатолій Зіновенко | Андрій Борисович (підполковник, начальник Ігоря) |
| Леся Самаєва       | Марго                                            |
| Ганна Кошмал       | Юля сезон 2                                      |

## Виробництво
Зйомки ситкому розпочалися в кінці жовтня 2018 року. Виробництвом займалася продакшн-компанія «Рога и Копыта».

## Реліз
Перший сезон серіалу складався з 18 серій. Показ першого сезону тривав з 9 квітня по 25 квітня 2019 року.